# Gabriel Carlsson
Anders Gabriel Carlsson, född 2 januari 1997 i Örebro, är en svensk professionell ishockeyspelare som spelar för Färjestad BK i SHL. Carlsson påbörjade sin seniorkarriär med Linköping HC och gjorde SHL-debut säsongen 2014/15. Vid NHL-draften 2015 valdes han i den första rundan som nummer 29 totalt av Columbus Blue Jackets, med vilka han skrev ett treårskontrakt i april 2016. Carlsson lånades dock ut till Linköping HC säsongen 2016/17 och lämnade SHL, för spel med Blue Jackets farmarlag Cleveland Monsters i AHL, efter att Linköping slagits ut ur SM-slutspelet 2017. Han blev kort därefter uppkallad för spel med Blue Jackets och gjorde NHL-debut i april 2017 och varvade spel med Blue Jackets och Monsters i NHL och AHL fram till 2022.
I juli 2022 anslöt han till Washington Capitals där han större delen av säsongen 2022/23 spelade, och vann Calder Cup, med farmarlaget Hershey Bears i AHL. I juli 2023 bekräftades det att Carlsson återvänt till Sverige för spel med Växjö Lakers HC. Han tillbringade en säsong med klubben innan han anslöt till schweiziska EV Zug i NL. Därefter vände han åter till Sverige, för spel med Färjestad BK.
Carlsson har representerat det svenska landslaget vid flera ungdoms- och juniorsammanhang – han har spelat JVM vid två tillfällen och U18-VM vid ett tillfälle. 2024 gjorde han A-landslagsdebut.

## Karriär

### Klubblagskarriär

#### 2012–2017: Början av karriären
Carlsson påbörjade sin ishockeykarriär i Örebro HK, och spelade i föreningens juniorverksamhet fram till och med säsongen 2012/13. Därefter spelade Carlsson med Linköping HC:s J18-lag. I sin första säsong med klubben var han med och tog ett SM-silver med J18-laget. 2014/15 spelade Carlsson både med klubbens J18- och J20-lag innan han i slutet av säsongen fick chansen med Linköpings seniorlag. Carlsson gjorde debut i SHL den 20 februari 2015 och gjorde samtidigt sin första SHL-poäng då han noterades för en assist i Linköpings 6–1-seger mot Modo Hockey. Carlsson var därefter ordinarie i laget och stod för två poäng på grundseriens sju sista matcher.
I april 2015 meddelades det att Carlsson skrivit ett tvåårskontrakt med Linköping. Vid NHL-draften, den 26 juni 2015, valdes han i den första rundan, som 29:e spelare totalt, av Columbus Blue Jackets. Carlsson gjorde sitt första SHL-mål den 29 oktober 2015, på Mantas Armalis, då Linköping besegrade Djurgårdens IF med 2–1. Efter sin första kompletta säsong med Linköpings seniorlag, där han noterades för nio poäng på 45 matcher (ett mål, åtta assist), skrev han i april 2016 på ett treårskontrakt för Columbus Blue Jackets i NHL. Under den följande säsongen lånades han dock ut från Blue Jackets till Linköping och stod för fyra poäng på 40 grundseriematcher (två mål, två assist).

#### 2017–2023: Spel i Nordamerika

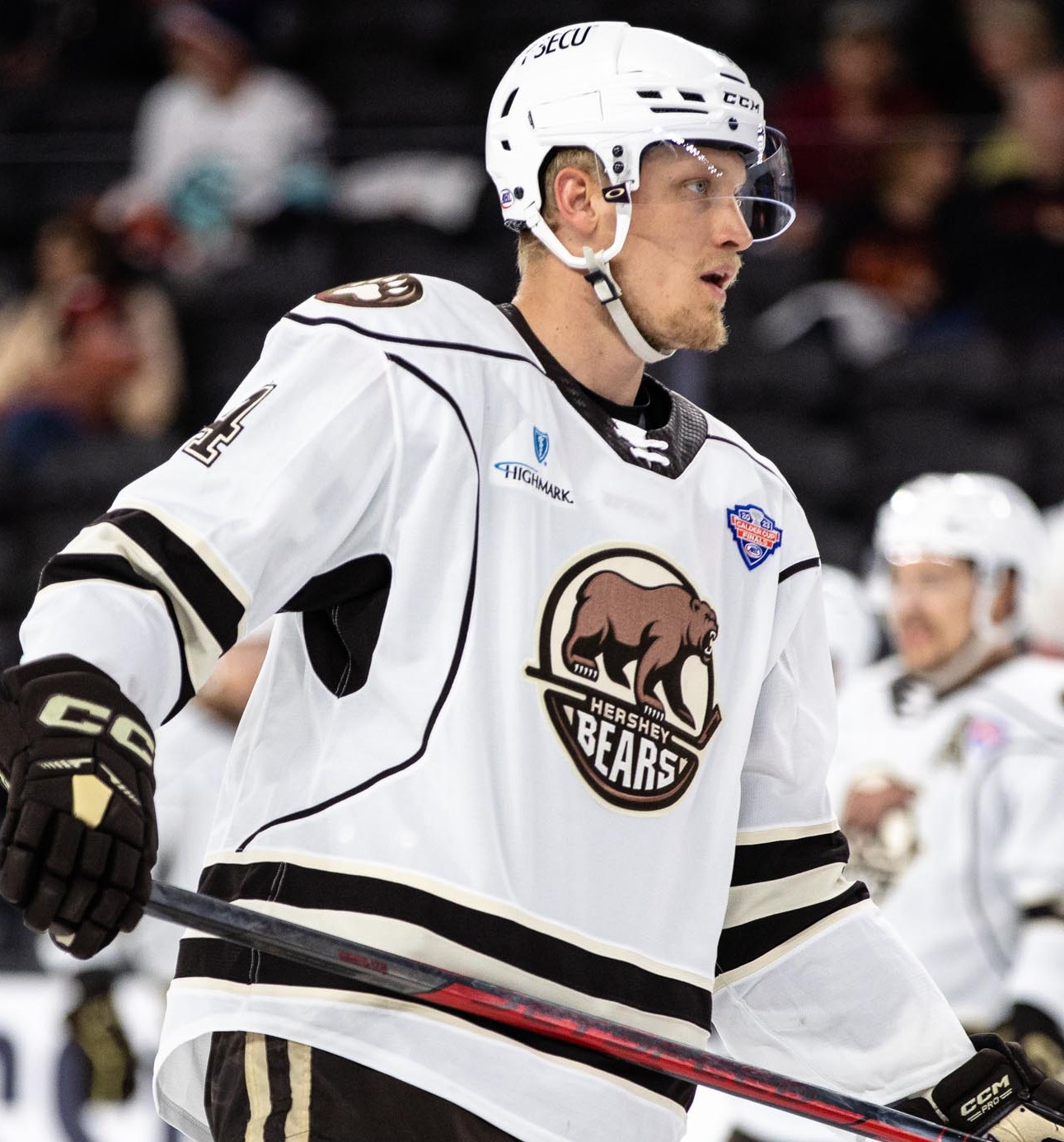
Carlsson med Hershey Bears 2023.

Efter att Linköping slagits ut ur SM-slutspelet i mars 2017 anslöt Carlsson till Colombus farmarlag Cleveland Monsters i AHL. Carlsson spelade sin första AHL-match den 1 april 2017 och gjorde i samma match sin första poäng i AHL då han assisterade till ett av lagets mål. Efter endast tre matcher med Monsters blev han den 7 april uppkallad till Blue Jackets och gjorde NHL-debut dagen därpå i en 4–2-förlust mot Philadelphia Flyers. Därefter behöll han sin plats i laget när Stanley Cup-slutspelet påbörjades. Blue Jackets föll dock i åttondelsfinalserien mot Pittsburgh Penguins med 4–1 i matcher. Carlsson gick poänglös från dessa fem matcher. Carlsson påbörjade säsongen 2017/18 med Blue Jackets men pendlade sedan i slutet av året mellan NHL och AHL. I slutet av december 2017 skickades han ner till AHL, där han också spelade resten av grundserien. Totalt spelade han 14 NHL-matcher och noterades då för två assistpoäng. Den 12 januari 2018 gjorde han sitt första mål i AHL, på Jared Coreau, i en 2–4-förlust mot Grand Rapids Griffins. På 33 matcher för Monsters stod Carlsson för fem poäng (två mål, tre assist).
Säsongen 2018/19 spelade Carlsson i Blue Jackets premiärmatch, men blev direkt efteråt nedflyttade till Monsters i AHL. Efter tolv matcher med Monsters, där han noterades för ett mål och fem assist, kallades han den 16 november 2018 tillbaka till Blue Jackets i NHL. Han fick dock ingen speltid och skickades tillbaka till Monsters fyra dagar senare. Efter ytterligare sex matcher i AHL, kallades Carlsson åter upp till NHL i början av december 2018: inte heller denna gång fick han någon speltid med Blue Jackets och skickades tillbaka till AHL en dag senare. Totalt spelade Carlsson 67 grundseriematcher med Monsters och noterades för två mål och tio assistpoäng. Därefter spelade han sitt första Calder Cup-slutspel. Laget slogs ut i kvartsfinalserien mot Toronto Marlies med 4–0 i matcher och på åtta slutspelsmatcher stod Carlsson för tre assist.
Säsongen 2019/20 inledde Carlsson med Monsters i AHL. I slutet av 2019 blev han uppkallad till Blue Jackets och spelade därefter sex matcher i NHL, innan han återvände till Monsters. Totalt spelade Carlsson 41 AHL-matcher under säsongen där han noterades för två mål och tio assistpoäng. Den 16 oktober 2020 meddelade Blue Jackets att man skrivit ett nytt tvåvägskontrakt med Carlsson på två säsonger. Den följande säsongen spelade Carlsson 14 matcher för laget och noterades för fyra poäng, varav ett mål. I sin första match för säsongen, den 20 februari 2021, gjorde han sitt första NHL-mål, på Pekka Rinne, i en 4–2-förlust mot Nashville Predators.
Precis innan inledningen av säsongen 2021/22 skickades Carlsson ned till Monsters i AHL, där han spelade två matcher och stod för en assist i båda. Den 21 oktober 2021 meddelades det att han kallats tillbaka till Blue Jackets i NHL, där han sedan tillbringade återstoden av säsongen. I grundserien nådde Carlsson sin NHL-karriärs högsta noteringar i antal matcher (38), mål (2), assist (7) och utvisningsminuter (10).
Den 20 juli 2022 bekräftades det att Carlsson, som free agent, skrivit ett ettårskontrakt med Washington Capitals. Han spelade större delen av säsongen i AHL med farmarlaget Hershey Bears. På 59 grundseriematcher stod han för 14 poäng, varav ett mål. Han var den i laget som hade bäst plus/minus-statistik (22). I mars blev han uppkallad till Capitals och spelade sex NHL-matcher, dock utan att noteras för några poäng. I Calder Cup-slutspelet slog Bears ut Charlotte Checkers (3–1), Hartford Wolf Pack (3–0) och Rochester Americans (4–2) innan man ställdes mot Coachella Valley Firebirds i finalserien. Firebirds ledde serien med 2–0, men Bears lyckades vända och till slut vinna med 4–3. På 20 slutspelsmatcher stod Carlsson för två assistpoäng.

#### Från 2023: Växjö Lakers, EV Zug och Färjestad BK
Efter sex säsonger i Nordamerika bekräftades det den 28 juli 2023 att Carlsson återvänt till Sverige då han skrivit ett treårsavtal med Växjö Lakers HC i SHL. I inledningen av säsongen ådrog sig Carlsson en skada under en match i Champions Hockey League vilken gjorde att han missade sex matcher av SHL:s grundserie i oktober 2023. Totalt spelade Carlsson 45 grundseriematcher och gjorde sin poängmässigt bästa säsong dittills. Laget slutade på andra plats och Carlsson stod för 26 poäng, varav åtta mål. I det efterföljande slutspelet slog man ut Luleå HF i kvartsfinal med 4–0 i matcher och föll sedan med samma siffror mot Rögle BK i semifinal. På åtta slutspelsmatcher noterades Carlsson för ett mål och två assistpoäng.
Den 24 april 2024 bekräftades det att Carlsson nyttjat en klausul i sitt avtal med Växjö för spel i Schweiz och att han skrivit ett tvåårsavtal med EV Zug i NL. Carlsson gjorde debut i NL den 17 september samma år. Den 4 januari 2025 noterades han för sitt första mål i ligan, på Sandro Aeschlimann, i en 4–1-seger mot HC Davos. Totalt spelade Carlsson 39 grundseriematcher och stod för elva poäng, varav tre mål. Laget slutade på fjärde plats i grundserien och slogs därefter ut i kvartsfinalserien av HC Davos med 4–0.
Trots ett år kvar på sitt avtal lämnade Carlsson EV Zug. 10 juni 2025 bekräftades det att han skrivit ett treårskontrakt med Färjestad BK i SHL.

### Landslagskarriär
I mars 2015 blev Carlsson uttagen till Sveriges trupp till U18-VM i Schweiz. Laget vann endast en av fem matcher och Carlsson stod utan poäng under turneringen. I slutet av december samma år blev Carlsson uttagen till Sveriges trupp till JVM i Finland 2016. Sverige tog sig till semifinal, där man föll med 1–2 mot värdnationen. I bronsmatchen blev laget utklassat av USA med 8–3. På sju spelade matcher noterades Carlsson för tre assistpoäng. Säsongen därpå spelade han sitt andra JVM, denna gång i Kanada. Sverige var obesegrade efter gruppspelet och slog därefter ut Slovakien i kvartsfinalen. Man föll dock, likt föregående år, i semifinal, denna gång mot Kanada. I den efterföljande bronsmatchen förlorade Sverige mot Ryssland med 2–1 efter förlängning. På sex matcher stod Carlsson för två assisteringar. 
Den 8 februari 2024 gjorde Carlsson A-landslagsdebut i en match mot Tjeckien i Beijer Hockey Games.

## Statistik

### Klubblag
| 2014–15    | Linköping HC          | SHL        | 7   | 0  | 2  | 2  | 0   | 10 | 0 | 1 | 1 | 2  |
| 2015–16    | Linköping HC          | SHL        | 45  | 1  | 8  | 9  | 2   | 6  | 0 | 0 | 0 | 0  |
| 2016–17    | Linköping HC          | SHL        | 40  | 2  | 2  | 4  | 6   | 6  | 0 | 0 | 0 | 0  |
| 2016–17    | Cleveland Monsters    | AHL        | 3   | 0  | 1  | 1  | 2   | —  | — | — | — | —  |
| 2016–17    | Columbus Blue Jackets | NHL        | 2   | 0  | 1  | 1  | 0   | 5  | 0 | 0 | 0 | 0  |
| 2017–18    | Columbus Blue Jackets | NHL        | 14  | 0  | 2  | 2  | 4   | —  | — | — | — | —  |
| 2017–18    | Cleveland Monsters    | AHL        | 33  | 2  | 3  | 5  | 14  | —  | — | — | — | —  |
| 2018–19    | Columbus Blue Jackets | NHL        | 1   | 0  | 0  | 0  | 2   | —  | — | — | — | —  |
| 2018–19    | Cleveland Monsters    | AHL        | 67  | 2  | 10 | 12 | 14  | 8  | 0 | 3 | 3 | 2  |
| 2019–20    | Cleveland Monsters    | AHL        | 41  | 2  | 10 | 12 | 14  | —  | — | — | — | —  |
| 2019–20    | Columbus Blue Jackets | NHL        | 6   | 0  | 0  | 0  | 2   | —  | — | — | — | —  |
| 2020–21    | Columbus Blue Jackets | NHL        | 14  | 1  | 3  | 4  | 4   | —  | — | — | — | —  |
| 2021–22    | Cleveland Monsters    | AHL        | 2   | 0  | 2  | 2  | 0   | —  | — | — | — | —  |
| 2021–22    | Columbus Blue Jackets | NHL        | 38  | 2  | 7  | 9  | 10  | —  | — | — | — | —  |
| 2022–23    | Hershey Bears         | AHL        | 59  | 1  | 14 | 15 | 44  | 20 | 0 | 2 | 2 | 8  |
| 2022–23    | Washington Capitals   | NHL        | 6   | 0  | 2  | 2  | 0   | —  | — | — | — | —  |
| 2023–24    | Växjö Lakers HC       | SHL        | 45  | 8  | 18 | 26 | 20  | 8  | 1 | 2 | 3 | 2  |
| 2024–25    | EV Zug                | NL         | 39  | 3  | 8  | 11 | 40  | 4  | 0 | 0 | 0 | 2  |
| AHL totalt | AHL totalt            | AHL totalt | 264 | 8  | 54 | 62 | 130 | 28 | 0 | 5 | 5 | 10 |
| SHL totalt | SHL totalt            | SHL totalt | 137 | 11 | 30 | 41 | 28  | 30 | 1 | 3 | 4 | 4  |
| NHL totalt | NHL totalt            | NHL totalt | 81  | 3  | 15 | 18 | 22  | 5  | 0 | 0 | 0 | 0  |

### Internationellt
| År            | Lag           | Turnering     | Matcher | Mål | Assists | Poäng | Utv. |
| ------------- | ------------- | ------------- | ------- | --- | ------- | ----- | ---- |
| 2015          | Sverige       | U18-VM        | 5       | 0   | 0       | 0     | 2    |
| 2016          | Sverige       | JVM           | 7       | 0   | 3       | 3     | 8    |
| 2017          | Sverige       | JVM           | 6       | 0   | 2       | 2     | 0    |
| Junior totalt | Junior totalt | Junior totalt | 18      | 0   | 5       | 5     | 10   |